# جيمي وليامز (لاعب كرة قاعدة)
جيمي وليامز هو لاعب كرة قاعدة كندي، ولد في 25 مايو 1926 في تورونتو في كندا، وتوفي في 6 يونيو 2016 في بالتيمور في الولايات المتحدة.

## وصلات خارجية
- جيمي وليامز على موقعبيزبول رفرنس.كوم (الدوري الثانوي) (الإنجليزية)